# Neoclytus distinctus
Neoclytus distinctus är en skalbaggsart som beskrevs av Dmytro Zajciw 1963. Neoclytus distinctus ingår i släktet Neoclytus och familjen långhorningar. Inga underarter finns listade i Catalogue of Life.